# 包谷坪乡
包谷坪乡，是中华人民共和国四川省凉山彝族自治州布拖县曾经下辖的一个乡。2021年1月12日，撤销包谷坪乡，其所属行政区域为龙潭镇的行政区域。

## 行政区划
包谷坪乡撤销前下辖以下地区：
团结村、跃进村、洛觉村、宪次机乃村、老碾子村和四菲戈洛村。